# 萧玉
萧玉（?—?），金朝大臣。奚族人，又名老人。
萧玉本是金太宗子、左丞相完颜宗本的门客，与他交往甚厚。为人圆滑，处世乖巧，被荐举入朝，为尚书省令史。海陵王完颜亮弑杀金熙宗篡位后，天德二年（1150年），萧玉为迎合海陵王诛杀太宗诸子之意，从秘书监萧裕构诬完颜宗本谋反，致使太宗子孙死七十余人，绝后，他诬陷完颜宗本等聚众谋反，得到完颜亮宠信，又赏赐给萧玉豪华的住宅，并将完颜宗本的一些家产拨给萧玉。自尚书省译史擢升礼部尚书加特进，数月后又升为参知政事。次年，授猛安，其子尚公主。贞元元年（1153年），萧玉又接替了张浩的职务，任尚书右丞。贞元二年（1154年），拜平章政事。正隆元年（1156年），任尚书右丞相，被封为陈国公。五年（1160年），以司徒判大宗正事兼御史大夫，封吴国公。随完颜亮伐南宋，留南京治省事。金世宗即位，降为奉国上将军，放归田里，夺去所赐家产。后复为孟州防御使。终因获罪解职。